# Basstion
Basstion – polski zespół grający muzykę roots reggae z elementami rocka, jazzu oraz ska.

## Historia
Zespół powstał w 1988 roku w Poznaniu w oparciu o muzyków rozwiązanej grupy Gedeon Jerubbaal, założony przez Ryszarda Sarbaka. Muzycznie formacja nawiązywała do stylistyki charakteryzującej Gedeona (ciężkie roots reggae), w warstwie tekstowej znaleźć można liczne odniesienia do korzeni wiary oraz ostrą krytykę zastanej rzeczywistości. Najbardziej aktywny okres działalności formacji to lata 1989-1994. W tym czasie grupa zagrała ponad 100 koncertów i wystąpiła na wszystkich znaczących imprezach reggae w kraju. Zespół grał również w Czechach, Rosji, na Słowacji i Ukrainie. Wystąpił też ze słynną jamajską grupą Twinkle Brothers. 
W latach 1995–2001 grupa zawiesiła działalność, grając tylko okazjonalne koncerty dla Wielkiej Orkiestry Świątecznej Pomocy. W roku 2002 muzycy postanowili powrócić na scenę i rozpoczęli koncertowanie w klubach oraz na niektórych większych imprezach, takich jak festiwal Reggae na Piaskach w Ostrowie Wielkopolskim. Rok później nakładem wydawnictwa Zima Records ukazała się debiutancka płyta zespołu Lwy ognia, zawierająca zarówno odświeżone aranżacje dawnych przebojów, jak i premierowe utwory. W lipcu 2006 roku zmarł współzałożyciel, trębacz i długoletni trzon zespołu, Ryszard Sarbak. W roku 2012 zespół wznowił działalność w zmienionym składzie (dołączyli m.in. nowy wokalista Maciej „Raga” Jarlem oraz syn Ryszarda Sarbaka, Remigiusz).

## Skład zespołu

### Obecni członkowie
- Maciej „Raga” Jarlem – wokal
- Łukasz „Zachary” Szczepaniak – gitara, chórki
- Piotr „Czapla” Czaplicki – gitara basowa, chórki
- Tomasz Senger – perkusja
- Piotr Leśniak – trąbka
- Tomasz Stanisławski – puzon
- Remigiusz „Ersky” Sarbak – instrumenty klawiszowe, elektronika
- Tomasz Kapciuch – elektronika

## Byli członkowie
- Przemysław „JahJah” Frankowski – wokal
- Tomasz „Steve” Wójtowicz – gitara
- Zbigniew „KenJah" Kendzia – gitara basowa
- Andrzej Strzeszek – instrumenty klawiszowe
- Ryszard Sarbak – trąbka
- Wiesław Wasilewski - gitara basowa

## Dyskografia
- Lwy ognia (CD, 2003, Zima Records)